# ويستريهيم
ويستريهيم (بالفرنسية: Westrehem)‏ هي بلدية تقع في إقليم باد كاليه من منطقة نور با دو كاليه في شمال فرنسا. تبلغ مساحة هذه المدينة 2.97 (كم²)، وترتفع عن سطح البحر 100 م، يبلغ عدد سكانها 234 نسمة حسب إحصاء المعهد الوطني للإحصاء والدراسات الاقتصادية سنة 2009 م. وترأس Roger Tailly البلدية خلال فترة (2008-2014).